# Меданос (Буэнос-Айрес)
Меданос (исп. Médanos) — Небольшой городок в Аргентине в провинции Буэнос-Айрес. Административный центр муниципалитета Вильярино.

## История
Датой основания поселения считается 1897 год, когда этих мест достигла железнодорожная линия, и здесь была построена железнодорожная станция. В начале XX века в посёлок был перенесён административный центр муниципалитета Вильярино.

## Местные традиции
В Аргентине Меданос называют «национальной столицей чеснока». Каждый год в марте здесь проходит «Национальный праздник чеснока».